# Joaquimitas
Os joaquimitas, joaquinitas ou espirituais, um grupo milenarista que surgiu a partir dos franciscanos, foram seguidores do abade Joaquim de Fiore, o iniciador de um movimento heterodoxo surgido no século XII, que propunha uma rigorosa observância da Regra franciscana. Este período é considerado como um dos mais dolorosos para a Ordem Franciscana. 

## Inspiração de Joaquim

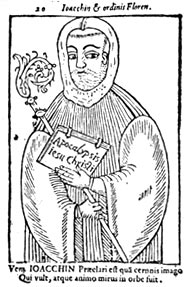
Joaquim de Fiore

Obras de Joaquim parecem dividir a história em três idades. A primeira foi a idade do pai. A idade do Pai era a idade da Antiga Aliança. A segunda foi a idade do Filho, e, portanto, do mundo do cristianismo. A terceira idade e a final seria a do Espírito Santo. Nesta nova era um "Evangelho Eterno" seria revelado "cumprindo" e substituindo a igreja organizada. Depois que a sociedade teria de ser reajustada em uma base igualitária e utópica monástica. A primeira idade é dita ter sido de quarenta e duas gerações. A segunda idade também seria de 42 gerações. Joaquim parecia sugerir que a era cristã terminaria em 1260 com a vinda do anticristo. Depois que a sua idade utópica chegaria. 
Inicialmente, isso não causou a sua condenação, os esforços recentemente foram mesmo feitos para a sua canonização, como o que foi feito foi contestado. Vários parecem ter sentido que a idade utópica seria literalmente o céu ou seria pelo menos em ser a idade, após a Segunda vinda de Cristo. Esta ideia mudou-se depois, sendo a vinda do anticristo e  as tribulações. 

## Controvérsia
Em 1215, algumas de suas ideias foram condenadas no Quarto Concílio de Latrão. Ainda mais, seus admiradores passaram a acreditar no início desta nova era seria iniciada com a vinda de um papa virtuoso da ordem franciscana. Eles consideraram Celestino V este papa. Sua renúncia, e posterior morte nas masmorras do próximo papa, foi considerado um sinal da vinda do anticristo. Como consideravam os papas serem agora o anticristo e a Igreja de ser a prostituta da Babilônia, isso levou a uma ruptura profunda com o catolicismo. Nessa mesma época, ou um pouco antes, ainda decidiram que os próprios escritos de Joaquim eram o Evangelho Eterno, ou o caminho para ele. A Igreja Católica tende a reagir duramente ao considerar o grupo os agentes do mal que foi duramente reprimido.

## Condenação pela Igreja Católica
O segundo cânon do Quarto Concílio de Latrão, apresenta a rejeição da Igreja Católica aos ensinamentos de Joaquim, que apresentava aos seu seguidores uma verdade diferente da doutrina da Sé Apostólica, Joaquim afirmava que a mesma essência, substância e natureza existentes na trindade era distribuída a Igreja, ou seja, aos fiéis e seguidores de Cristo, ensinando que todos viviam no período do Espírito Santo:
| “ | Nós condenamos, pois, e reprovávamos o livro ou o trato que Joachim publicada pelo contra mestre Peter Lombard sobre a unidade ou a essência da Trindade, chamando-o de herege e louco, porque ele disse em suas sentenças que o Pai, Filho e Espírito Santo são uma entidade suprema, na qual não há procriação, não teve, e não procede. De onde ele afirma que Ele, atribuindo a Deus, não são uma trindade mas uma quaternidade (fiel cristão), ou seja, que a essência das três pessoas também está na quarta (fiel cristão), protestando claramente que não há nenhuma entidade que é Pai, Filho e Espírito Santo, nem é a essência ou substância ou natureza, embora admita que o Pai, o Filho e o Espírito Santo são uma essência, uma substância, e uma natureza. Mas ele diz que essa unidade não é verdadeira e propriamente única, mas sim um coletivo de uma ou por meio de uma semelhança, como muitos homens são chamados de um povo e de muitos fiéis uma Igreja, de acordo com as palavras: "Da multidão dos que criam, era um só o coração e uma só a alma, e ninguém dizia que coisa alguma das que possuía era sua própria, mas todas as coisas lhes eram comuns."(At 4, 32) e," Mas, o que se une ao Senhor é um só espírito com ele."(1Co 6: 17), similarmente," Ora, uma só coisa é o que planta e o que rega; e cada um receberá o seu galardão segundo o seu trabalho"(1Co 3: 8), e "assim nós, embora muitos, somos um só corpo em Cristo, e individualmente uns dos outros."(Rm 12: 5). Somos semelhantes ao Livro de Rute: "Respondeu, porém, Rute: Não me instes a que te abandone e deixe de seguir-te. Porque aonde quer que tu fores, irei eu; e onde quer que pousares, ali pousarei eu; o teu povo será o meu povo, o teu Deus será o meu Deus." (Rt 1: 16). Para reforçar este ensinamento, ele cita que a palavra mais importante que Cristo falou sobre os fiéis do Evangelho: "E eu lhes dei a glória que a mim me deste, para que sejam um, como nós somos um "(Jo 17: 22). Para os fiéis de Cristo, ele diz, não são um no sentido de que eles são uma única coisa que é comum a todos, mas no sentido de que eles constituem uma só Igreja, devido à unidade da fé universal e um reino, em virtude da união de amor indissolúvel, como lemos na epístola canônica de S. João: "Há três que dão testemunho no céu: o Pai, a Palavra e o Espírito Santo; estes três são um" (I João 5: 7). E logo se acrescenta: "E há três que dão testemunho na terra, o espírito, a água, o sangue, e estes três são um" (I João 5: 8), estas podem ser encontradas em alguns códices. Mas nós, com a aprovação do conselho geral dos santos, cremos e confessamos contra Peter (Lombard), que existe uma entidade suprema, incompreensível e inefável, que é verdadeiramente Pai, Filho e Espírito Santo, em conjunto (simultâneo) três pessoas e cada um deles individualmente. Sendo assim, em Deus só existe trindade, e não quaternidade, porque cada uma das três pessoas, somente são a entidade, isto é, possuem substância, essência ou natureza divina, que por si só é o princípio do universo e além destes não há outro. E essa entidade não gerou um ou é um ou um processo gerando um, mas é o Pai que gera, o Filho que é gerado, e o Espírito Santo procede, tendo em vista que pode haver distinções entre as pessoas na unidade na natureza. Embora, portanto, o Pai é um (ser), e do Filho é outra, e do Espírito Santo é outro, mas eles não são diferentes (tamen non aliud), mas o que é o Pai é o Filho e o Espírito Santo, absolutamente o mesmo, pois, segundo a fé católica e ortodoxa que se acredita ser consubstancial. Para o Pai gerou o Filho desde a eternidade transmitido para ele sua própria substância, como ele próprio testemunho: "O que meu pai me deu, é maior do que todos" (Jo 10: 29). E ele não pode dizer que deu a ele uma parte da sua substância e manteve uma parte de si mesmo, uma vez que a substância do Pai é indivisível, ou seja, absolutamente simples. Mas não se pode dizer que o Pai nos gerou sua substância transferida para o Filho, como se deu ao Filho sem reter para si, caso contrário, ele deixaria de ser uma substância. É evidente, portanto, que o Filho unigênito de ser recebido sem qualquer diminuição da substância do Pai e, assim, o Pai e o Filho, bem como o processo Espírito Santo de ambos são a mesma entidade. Quando, pois, a Verdade reza ao Pai para os fiéis, dizendo: "Quero que todos sejam um em nós, como nós somos um" (João 7: 22), o termo "um" é entendida em primeiro lugar para os fiéis, como o que implica uma união de caridade em graça, em seguida, para as pessoas divinas, como implicando uma unidade de identidade na natureza, como a Verdade diz em outro lugar: "Sede perfeitos, como vosso Pai celeste é perfeito" (Mt 5: 48) , como se Ele dizia de forma mais clara: ser perfeito, a perfeição da graça, como vosso Pai celeste é perfeito, a perfeição da natureza, ou seja, cada um à sua maneira, porque entre o Criador e a criatura não pode haver uma semelhança tão grande que a dessemelhança não é maior. Se, portanto, qualquer pretensão de defender ou aprovar o ensinamento dos Joachim citado a este ponto, deixá-lo ser reprimido por todos como um herege. Neste, no entanto, não queremos a derrogação em nada do mosteiro de Flora, que Joachim se procedente, uma vez que nele se tanto a vida regular e respeito salutar, mas principalmente porque o mesmo Joachim ordenou que seus escritos fossem apresentados a nós sendo aprovada ou corrigida pelo juízo da Sé Apostólica, ditando uma carta que subscreveu com suas próprias mãos, em que ele confessa firmemente que ele tem fé que a Igreja Romana mantém, pela vontade de Deus, é a mãe e o amante de todos os fiéis. Nós também reprovamos e condenamos o ensino perverso do ímpio Amaury (Almaricus, Amalricus) de Bene, cuja mente o pai da mentira é, tão escuro que o seu ensino deve ser considerado não tanto como herético insano. | ” |
|   | — (The Canons of the Fourth Lateran Council, 1215).. |   |

Muitos pesquisadores afirmam que o parentese joanino, foi instítuido neste concílio como argumento contra os Espirituais como única forma de argumentação contra os ensinos apresentados por Joaquim.

## Influências
A ideia de Joaquim de Fiore foi uma influência constante em alguns místicos e teólogos, sendo estudada em profundidade.
Mais tarde ramificações do pensamento Joaquimita influenciariam outros grupos. Acredita-se que os Irmãos do Livre Espírito ou os Ranters aceitaram os elementos dos pensamentos joaquimitas. Outra seita inspirada por suas teorias foi a heresia dos dolcinianos.
Há menos vínculos ideológicos diretos à Reforma Protestante e menos historicamente confirmado ao marxismo. Os Joaquimitas, e não o próprio Joaquim, condenaram a Igreja após Celestino V como sendo a "prostituta da Babilônia". Outros usaram essa retórica  correspondente, por alguns dos primeiros líderes da Reforma. Embora a idéia Joaquimita de ser uma revelação nova, que substitui o cristianismo não seria aprovado por qualquer figura importante da Reforma. Sua idéia de que a estrutura da Igreja desmoronaria para liderar rumo a um estado igualitário de liderança comunitária é visto por alguns como uma influência indireta, ou pelo menos precursora, a idéia de Marx sobre a perfeita democracia comunista decorrentes da ditadura do proletariado. 